# Nada como el sol
«Nada como el sol» — перший міні-альбом британського музиканта Стінга. Випущений у 1988 році.

## Список композицій
1. Mariposa Libre (Джимі Хендрікс) — 4:54
2. Frágil [португальською] (Стінг) — 3:50
3. Si Estamos Juntos (Стінг) — 4:16
4. Ellas Danzan Solas (Cueca Solas) (Стінг) — 7:17
5. Fragilidad [іспанською] (Стінг) — 3:52